# Нікос Каздагліс
Ні́кос Ка́здагліс (грец. Νίκος Κάσδαγλης, 1928 — 14 лютого 2009) — грецький письменник-романіст. Найвідоміший його твір — «Κεκαρμένοι», що має фільм-адаптацію. Вшанований другою Національною премією в галузі літератури у 1956 році за свій роман «Τα δόντια της μυλόπετρας»(Зуби жорна). 1969 року нагороджений Фондом Форда за свою літературну працю. Він був одним із засновників Товариства Грецьких Письменників(1981).

## Біографія
Народився на острові Кос, а потім оселився у Родосі після руйнівного землетрусу 1933 року. Після закриття італійцями шкіл відправився до Афін (1935), де записався до Іонічної Академії. Під час німецької окупації брав участь в організованих Групах Опору, а згодом, через свою діяльність, був вигнаний у 1943 році з Іонічної Академії. Через рік, під час грудневих подій, його захопили ЕЛАС і помістили у в'язницю на двадцять днів. Три роки по тому, протягом яких Каздагліс навчався у себе вдома і ходив виключно лише на іспити, він закінчив середню школу.
Після звільнення та приєднання Додеканесу до Греції, в 1947 році він повернувся в Кос, де пробув кілька місяців, а потім оселився на острові Родос. Після служби в армії у артилерії (1950–1953) в Кардиці, письменник приєднався до Сільського Банку в Родосі.
У 1955 році він уподобав панянку Рену Афанасьяду, на якій одружився у 1957 році. У них було двоє дітей — Анна-Марія (1960) і Крістофер (1964).
Громадянська війна призвела до поступової зміни ідеологічної та політичної орієнтації Каздагліса, що остаточно сформувалася під час його військової служби, коли він приєднався до Лівих — але не зорганізувався і не узяв участі в якій-небудь партії або організації.
Під час хунти підписав у квітні 1969 року Декларацію вісімнадцяти відомих грецьких письменників з приводу відсутності інтелектуальної свободи в Греції. У листопаді того ж року він підписав Декларацію 55 політиків, митців і письменників, що стосувалася відсутності політичної волі у Греції. Декларація була використана для того, щоб виключити Грецію з Ради Європи.
У 1970 році, після наказу міністра сільського господарства, Сільський Банк поставив його у диспозицію. У квітні він був засуджений за звинуваченням у тому, що його роман «Я Господь і Бог твій»(який був випущений в 1961 році) є «непристойним читанням»(Каздагліс спричинює жваву дискусію цим романом). Однак згодом цей твір було виправдано. Це — суперечливий роман на тему насильства і гноблення усього суспільного життя.
У листопаді 1970 Каздагліса звільнили з Сільського Банку для «політичних дій» — це коштувало йому багатьох років скрутного економічного становища у своїй родині. Після падіння диктатури в 1974 році автор повернувся у банк зі званням помічника менеджера і залишався у такому становищі до 1982 року -аж доки не пішов у відставку.
З'явилося у пресі в 1952 році його невелике оповідання «Ο μηχανικός»(Інженер), яке він написав під час служби в армії, і того ж року він опублікував збірку текстів на морську тематику Σπιλιάδες (Шквали)(Σπιλιάδа = потужний подих вітру, віяння вітру), що складалася з чотирьох етнографічних новел (Κουντρασταδόροι, Ο μηχανικός (Інженер), Ο φονιάς (вбивця), Χώμα και νερό(Земля і вода), епіцентром яких було море(до речі, воно й надалі залишиться центральною темою багатьох його творів). Якщо детальніше, то тут автор описує у жорсткому реалістичному стилі індивідів, які докладають чималих зусиль, щоб впоратися із життям у морі та поза ним. Вони або ловлять рибу, або займаються контрабандою, або пиячать із галасливою поведінкою.

## Творчість і життя
Він писав у стилі подібного реалізму про протиріччя ідеологій серед греків, які пережили німецьку окупацію.
Його першим романом був твір Τα δόντια της μυλόπετρας (Зуби жорна) (1955), що був удостоєний Державної Премії. У цьому романі незграбний молодий чоловік не зацікавлений у ідеології. Він відчуває відразу до тих, хто застосовує силу задля досягнення своєї мети. Він охоплений бажанням пристати на пропозицію посади голови антикомуністичної організації «Особлива поліція з безпеки». Членів Групи Опору захоплені в жорсткі зуби жорна.
У грецьку прозу Каздагліс остаточно вкорінюється завдяки своїй третій книзі — Κεκαρμένοι 1959 року (від дієсл. κείρομαι-«стригти» від введення ганебного покарання солдатів, κεκαρμένοι ἐν χρῷ = κουρεμένοι σύρριζα(пострижені налисо). В історії Οι Κεκαρμένοι (Поголені голови)(1959) Каздагліс представляє хроніку молодого піхотинця, що проходить військову службу. Рядовий Янілос калічить офіцера під час сутички, яка спричинена безпосередньо через повію. Дійство відбувається між табором і домом розпусти. Нарація ведеться від першої особи, але від імені шести різних персонажів.
Реалістичний спосіб написання п'ятої книги акцентує всю увагу на суворості і жорстокості солдатського життя, в якому знецінено особистість і людяність людини. Мова і фразеологія казарми і борделю виразно залишають враження вульгарності оточення.
Написав письменник у цілому 17 творів.
Сім романів, шість книг оповідань і повістей, а також численна кількість інших коротких текстів, що опубліковані в газетах, журналах і антологіях.
Це один з небагатьох грецьких авторів, які створили враження такої «грубої», чи, радше, «неконтрольованої» сили, якій підкорюється людина, читаючи серії романів про історію сучасної Греції, починаючи ще від часів окупації, громадянської війни, диктатури полковників, і аж до сучасних терористичних актів. В останні роки письменник писав про курдське питання і про боротьбу курдського народу. Одним із знакових елементів його роботи, що фокусується на історичних та соціальних питаннях "свого часу"є насильство, поширеність зла і жорстокого поводження.
Крім Κεκαρμένοι книги Каздагліса покладені в основу сценаріїв фільмів Οι σφουγγαράδες (Губки) Маноса Захаріуса і Χώμα και νερό (Ґрунту і води) Френді В'янеллі.
«Своєрідна пожертва життям і неймовірна відданість роботі», — завдяки взятому у Каздагліса інтерв'ю їх можна побачити в уривках документального серіалу «Пори року і письменники».
Світ літератури і читачів, безумовно, надали Каздаглісу своє законне місце в сучасній грецькій літературі.
У листопаді 2008 року він був удостоєний звання почесного доктора Егейського Університету за свій внесок у розвиток грецької літератури. Каздагліс Нікос помер у суботу, 14 лютого 2009 року, у віці 81 року.
Такі письменники, як Каздагліс і Хадзіс залишаються відданими чи не найжорстокішого реалізму з соціальної точки зору.

## Роботи
Романи:
- Τα δόντια της μυλόπετρας (Зуби жорна) (1955);
- Οι Κεκαρμένοι (Ті, що вирвали волосся в журбі, 1959, перевидано у 1997 р.);
- Εγώ ειμί Κύριος ο Θεός σου (Я твій Господь і Бог) (1961);
- Η δίψα (Жага) (1970);
- Η Μαρία περιηγείται τη Μητρόπολη των Μερών (Марія переходить Собор Сторін (Афіни, 1982, перевидання 1994, англійський переклад 2010);
- Η νευρή (Нерви (Афіни, 1985);
- Ακοίμητο το αίμα των νεκρών, Κουρδική /τριλογία/(Неспляча кров мертвих курдів/Trilogy/ (1999)

Історичні романи:
- Ο μηχανικός (Інженер)(1952, оповідання) - в журналі Рена Апостолідиса «Νέα Ελληνικά»;
- Σπιλιάδες (Пориви)(1952);
- Μυθολογία (Міфологія)(1977);
- Το θολάμι (романи-Афіни, Момент, 1987);
- Οι ελεήμονες (Милосердні)(1990);
- Στον Πανορμίτη (У Панорміті) (дитячі оповідання, 1997);
- Αλλάχ Ακμπάρ (Аллах Акбар) (1998).

Часописи/Есе:
- Το έλος (Болото)- Χρονικά(Хроніки) (Салоніки, Діагональ, 1988);
- Το Αραράτ αστράφτει (Арарат виблискує)
- — Αφήγηση Κούρδουαγωνιστή (Оповідання курдського бійця) (Афіни, 1994);
- Ο Σεφέρης στη δωρική κρήνη (Сеферіс у дорійському джерелі)(2000).

Інші твори:
- Δρόμοι της στεριάς και της θάλασσας οδοιπορικό (Вулиці суходолу і маршрут морем) (1988);
- Ακοίμητο το Αίμα των Νεκρών (Неспляча кров мертвих);
- Το Χρονικό του Κέδρου (Хроніка кедру), 1954–2004 (колективна робота);
- Δεκαοχτώ κείμενα (Вісімнадцять текстів);
- Επιβολή: Τα κείμενα της βίας (Правозастосування: Тексти насильства) (1952–1998) (Публікації Σοκόλη, Афіни 2005) Тексти вибрані самим автором, а також С.Диалізмосом і Г.Паганосом.

Переклади:
- MichihicoHachiya, Το ημερολόγιο της Χιροσίμα (Щоденник Хіросіма);
- Σταράκης Γιάννης, Στις φυλακές των Συνταγματαρχαίων (У в'язницях полковників);
- Έρνεστ Χέμινγουεϊ, Ο γέρος και η θάλασσα (Старий і море)